# Света Троица (Берестечко)
„Света Троица“ (на украински: Свято-Троїцький собор) е катедрала и архитектурен паметник в град Берестечко, Волинска област на Украйна. Една от най-големите религиозни сгради във Волиния.

## История
Дълго време православните християни в Берестечко искат да построят своя църква в памет на загиналите в Берестецката битка през 1651 г. Проектът за храм в руско-византийски стил е изготвен от киевския архитект Владимир Николаев. Триетажната Троицка църква е трябвало да бъде копие на Владимирската катедрала в Киев. През 1910 г. архиепископ Антоний (Храповицки) освещава мястото, където започва строителството на храма. То е оглавено от местния свещеник, по-късно ректор на църква – отец Йоан Николски. В изграждането на катедралата участват всички жители на града, но през 1914 г. започва Първата световна война, която оставя храма в незавършено състояние. Окупационните войски демонтират колоните и пилона на катедралата, а снаряд поврежда източната ѝ стена, поради което строителството е спряно за десетилетия.
През 1927 г. с усилията на игумена на храма и местните жители става възможно да се освети Подземната църква под сградата на главния храм. Според проекта на архитектите катедралата е трябвало да се състои от три части – Подземна църква, Главна и Горна. Полските власти обаче забраняват изграждането на Горната църква, тъй като тя би надхвърлила височината на местния католически храм. Недовършената катедрала, останала само с подземна и основна част, е покрита с купол на нивото на стените, издигнати дотогава. През 1932 г. Троицката катедрала е увенчана с кръст.
По съветско време сградата на храма е използвана като склад.
През 1991 г. в катедралата са възобновени богослуженията. Няколко години по-късно започва дострояването на храма и през 2001 г. президентът на Украйна Леонид Кучма отпуска 20 милиона гривни за реконструкцията му. Покривът е завършен, монтирани са 3 медни купола и позлатени кръстове.
На 5 февруари 2019 г. катедралата е прехвърлена на Православната църква на Украйна. Руската православна църква, под чиято юрисдикция е храмът дотогава, смята това за конфискация.